# Alfred Heer (Politiker, 1917)
Alfred Heer (* 4. Dezember 1917 in Glarus; † 18. Januar 1999 ebenda, reformiert, heimatberechtigt in Glarus) war ein Schweizer Politiker (FDP).

## Biografie
Alfred Heer wurde am 4. Dezember 1917 in Glarus als Sohn des Kaufmanns Rudolf Heer geboren. Der Absolvent der Kantonsschule Trogen nahm ein Studium der Rechte an der Universität Zürich auf, das er 1944 mit dem Erwerb des akademischen Grades eines Dr. iur. abschloss. In der Folge war er als Anwalt in Glarus tätig. Daneben diente er in der Schweizer Armee im Rang eines Oberstleutnants.
Alfred Heer heiratete im Jahr 1947 Itala, die Tochter des Bauführers Lodovico Piave Riguzzi. Er verstarb am 18. Januar 1999 knapp nach Vollendung seines 81. Lebensjahres in Glarus.

## Politisches Wirken
Die politische Laufbahn des Mitglieds der Freisinnig-Demokratischen Partei begann im Jahr 1953 mit seiner Wahl in den Gemeinderat von Glarus, dem er bis 1986 angehörte, davon ab 1964 als Gemeindepräsident. Auf kantonaler Ebene vertrat er seine Partei von  1956 bis 1981 im Glarner Landrat, dem er zwischen 1963 und 1964 auch als Präsident vorstand. Zusätzlich fungierte er als Präsident mehrerer Kommissionen, so der AHV/IV-Rekurs-, Bodenrechts- und der Spitalneubaukommission. Darüber hinaus nahm er für den Kanton zwischen 1970 und 1971 Einsitz in den Nationalrat. Ferner amtierte er von 1961 bis 1990 als Präsident des Glarner Kriminalgerichts.
Alfred Heer galt als exzellenter Jurist und kostenbewusster Politiker, unter dessen Führung in Glarus wichtige Vorhaben in die Tat umgesetzt wurden.